# کوه واردنیس
واردنیس (ارمنی: Վարդենիս) کوهی که در استان‌های گغارکونیک و وایوتس‌جور در کشور ارمنستان واقع شده‌است. این کوه ۳٬۵۲۲ متر از سطح دریا ارتفاع دارد و ششمین کوه این کشور محسوب می‌شود. کوه واردنیس در رشته‌کوه واردنیس قرار دارد.